# Aszódy Ferenc
Aszódy Ferenc (Aszódi Ferenc) (Budapest, 1929. augusztus 6. – Los Angeles, 2005. július 2.) magyar származású német trombitaművész.

## Életpályája
1939-ben kezdett trombitán játszani. A második világháború után a budapesti Liszt Ferenc Zeneművészeti Főiskolán tanult zenét, trombita szakon. 1956-ban Nyugat-Németországba vándorolt; alig két hónappal érkezése után első trombitás lett a Max Greger zenekarban, ahol 13 évig maradt. 1970-ben a Südwestfunk Tánczenekarhoz került Rolf-Hans Müller vezetésével, ahol 1979-ig dolgozott. Emellett első szárnykürtösként játszott Rolf Schneebiegl és az Original Schwarzwaldmusikanten együttesében, 1979-től pedig első szárnykürtösként, szólótrombitásként és koncertmesterként Ernst Mosch Original Egerländer Musikanten együttesében. 
Az egyetem után nemcsak klasszikus zenét, hanem jazzt is játszott; hamarosan megalapította saját jazz-zenekarát. A televízióban háttérzeneként használt címeket komponált (Jumping Balls), saját neve alatt is készített felvételeket, és továbbra is játszott Werner Baumgart, Kurt Edelhagen, Erwin Lehn és a hr-Bigband felvételein.

## Fordítás
- Ez a szócikk részben vagy egészben  a   Ferenc Aszódy című német Wikipédia-szócikk ezen változatának fordításán alapul.  Az eredeti cikk szerkesztőit annak laptörténete sorolja fel. Ez a jelzés csupán a megfogalmazás eredetét és a szerzői jogokat jelzi, nem szolgál a cikkben szereplő információk forrásmegjelöléseként.